# Park pod Arenom
Park pod Arenom (tal. Parco sotto l'Arena), gradski park u Puli koji zajedno s Valerijinim parkom čini povezanu cjelinu. Nalazi se na najreprezentativnijem mjestu u gradu, blagoj padini ispod same antičke Arene. Gotovo uvijek dobiva epitet najljepšeg pulskog parka.
Jedna je od rijetkih osmišljenih parkovnih površina iz razdoblja talijanske vladavine koja se do danas održala u neizmijenjenom obliku s obzirom na ukupnu površinu, oblik i veličinu parcela i staza. Nastao je 1930-ih na mjestu dotadašnjeg vojnog skladišta prvotno namijenjenog potrebama austrougarske, a zatim i talijanske vojske. Godine 1935. talijanske vlasti postavljaju u sredinu donjeg ruba parka impozantan spomenik caru Augustu, koji je zajedno sa spomenikom rimskoj vučici s Romulom i Remom odnesen 1947. godine po odlasku talijanske vlasti. Na tom se mjestu uređuje nova parcela koja potom čini sastavni dio parka koji je sađen i održavan u talijanskom stilu. Vrste poput tise, kaline i šimšira kao i mnoštvo cvatućih ljetnica do danas mu daju posebnu draž.
Na površini od 3.300 m2 dominira razigran cvjetni tepih ljetnica koje se svake godine nanovo sade. Nerijetko se tu i fotografiraju posjetitelji želeći zapečatiti svoj boravak u drevnom gradu uz rascvjetale maćuhice, begonije, petunije s Amfiteatrom u pozadini. Park se njeguje u starom stilu do 1950-ih stoljeća kada se bilje prepušta slobodnom rastu, a sade se i nove vrste koje su tada bile u modi. Tako su tada svoje mjesto u ovom parku dobili razni cvatući grmovi, tobirovac, božikovina pa čak i smreka. Osim tise, i božikovina je zaštićena biljna vrsta u Hrvatskoj čiji lijepi crveni plodovi uljepšavaju i čine park vrlo vrijednim. Park cara Augusta desetljećima ostaje vrijedan eksponat kao svjedok parkovne kulture grada.
Uspinjanjem stepenicama na vrh Amfiteatra može se vidjeti lavandom ispisan natpis Pula na središnjoj parceli u parku.